# Kasteel van Laarne
Het Kasteel van Laarne is een kasteel in de Belgische gemeente Laarne. Omstreeks 1200 werd er een houten paalconstructie opgetrokken. Kort daarop hoogde men de grond op en kwam er een nieuwe, sterkere opbouw. Pas circa 1300 verrees het eerste stenen gebouwtje waaruit later het huidige poortgebouw ontstond. Daarna evolueerde de kasteelzone in minder dan anderhalve eeuw naar de huidige waterburcht. Na een restauratie in 1962 doet het dienst als museum bekend om zijn collectie van zilverwerk.
Het poortgebouw, de weermuur, de drie ronde torens en de donjon van Kasteel Laarne zijn opgetrokken uit Balegemse steen. De donjon was via de weermuur verbonden met de drie verdedigingstorens. Deze vallen op door de stenen torenspitsen.
De dakconstructie van de donjon stamt uit de tweede helft van de 17e eeuw. In de loop der tijd verdwenen de kantelen, de valbrug en valhekken. Een vaste brug met drie bogen en de loggia (het barok voorgebouw)  stammen uit de 17e eeuw toen de hoofdingang naar het dorp werd verplaatst. Daarnaast werden de verbindingsmuren tussen de verdedigingstorens vervangen door woongedeelten. Die worden gekenmerkt door grote ramen met kruiskozijnen.

## Geschiedenis

### Dertiende en veertiende eeuw
Beatrix van Massemen, dochter van Diederik wordt tussen 1213 en 1222 uitdrukkelijk vermeld als vrouwe van Laarne. Zij was getrouwd met Gerard van Zottegem, de tweede zoon van Walter, heer van Zottegem. Zij hadden minstens tien kinderen. Hun zoon, Giselbrecht van Zottegem, overleefde zijn oudere broers en werd heer van Ressegem, Leeuwergem, Massemen, Laarne en Kalken. Naar aanleiding van zijn huwelijk van Mathilde van Bethune, dochter van de heer van Dendermonde, werd hij in 1228-1229 beleend met de heerlijkheden Laarne en Kalken. Volgens E. Balthau liet hij vermoedelijk kort nadien het "hof van Laarne" aanleggen, de voorloper van het kasteel. Van hem zijn verschillende militaire activiteiten bekend. In 1214-1215 was hij, met twee van zijn broers en andere Vlaamse edelen, huurling in dienst van de Engelse koning Jan zonder Land tijdens de opstand van de Engelse edelen. Deze zou leiden tot de Magna Carta in 1215. In 1217-1218 nam hij deel aan de 5de kruistocht in Egypte, die zou leiden tot de nederlaag van het Christelijk leger bij Damiete in 1218.
Een oorkonde met de vermelding “int hof te Laerne” uit 1294 is de eerste verwijzing naar een eigenlijke verblijfplaats ter plaatse. Achtenzestig jaar later is er voor het eerst sprake van een kasteel en wel in een oorkonde tussen Gerard van Ressegem, heer van Laarne, en zijn leenheer de graaf van Vlaanderen. Daarin wordt de graaf in tijden van oorlog of oproer de beschikking over het kasteel toegezegd. Toen 20 jaar later de stede van Gent in opstand kwam tegen het grafelijk gezag werd het Slot belegerd en ingenomen. De brandsporen van 22 september 1382, zijn nog steeds zichtbaar. Pas in 1390 kon Jan van Massemen, zoon van Geraard, opnieuw bezit nemen van zijn burcht.

### Vijftiende eeuw
In 1426 ging het domein over in handen Boudewijn III de Vos, zoon van Boudewijn II de Vos en van Elisabeth van Massemen. Hij was tevens heer van Lovendegem, Zomergem en van Pollare. De belasting op het zout uit 1449, leidde tot een nieuwe opstand tegen Filips de Goede, hertog van Bourgondië en graaf van Vlaanderen. De Witte Kaproenen namen Laarne in, samen met Gavere, Poeke en Schendelbeke. De heer van Laarne, Boudewijn IV de Vos, werd te Gent opgesloten. Een poging van de graaf de Saint Pol, om met een troep Bourgondiërs Laarne te ontzetten, mislukte en er vielen 22 zijner mannen onder de muren van Laarne. Een tweede poging op 16 december van datzelfde jaar, door Picardische ruiters had meer succes. Niet lang daarna maakten zwervende onruststokers – bekend onder de naam De Groene Tenters - de streek weerom onveilig. Ze slaagden er zelfs in het slot van Laarne gedurende zes jaar te bezetten.

### Zestiende en zeventiende eeuw
In 1505 ging Laarne over naar de familie van der Moere, dan gedurende een korte periode naar de familie van Gavere. Van ca 1570 tot 1656 was de familie de Schoutheete van Zuylen d’Erpe, er de houder van. Tijdens de godsdiensttroebelen - ten tijde van Frans de Schoutheete die baljuw was van Kortrijk - werd het slot op 24 juli 1579 “ruyné et bruslé” en was het voor 10 jaar onbewoonbaar.

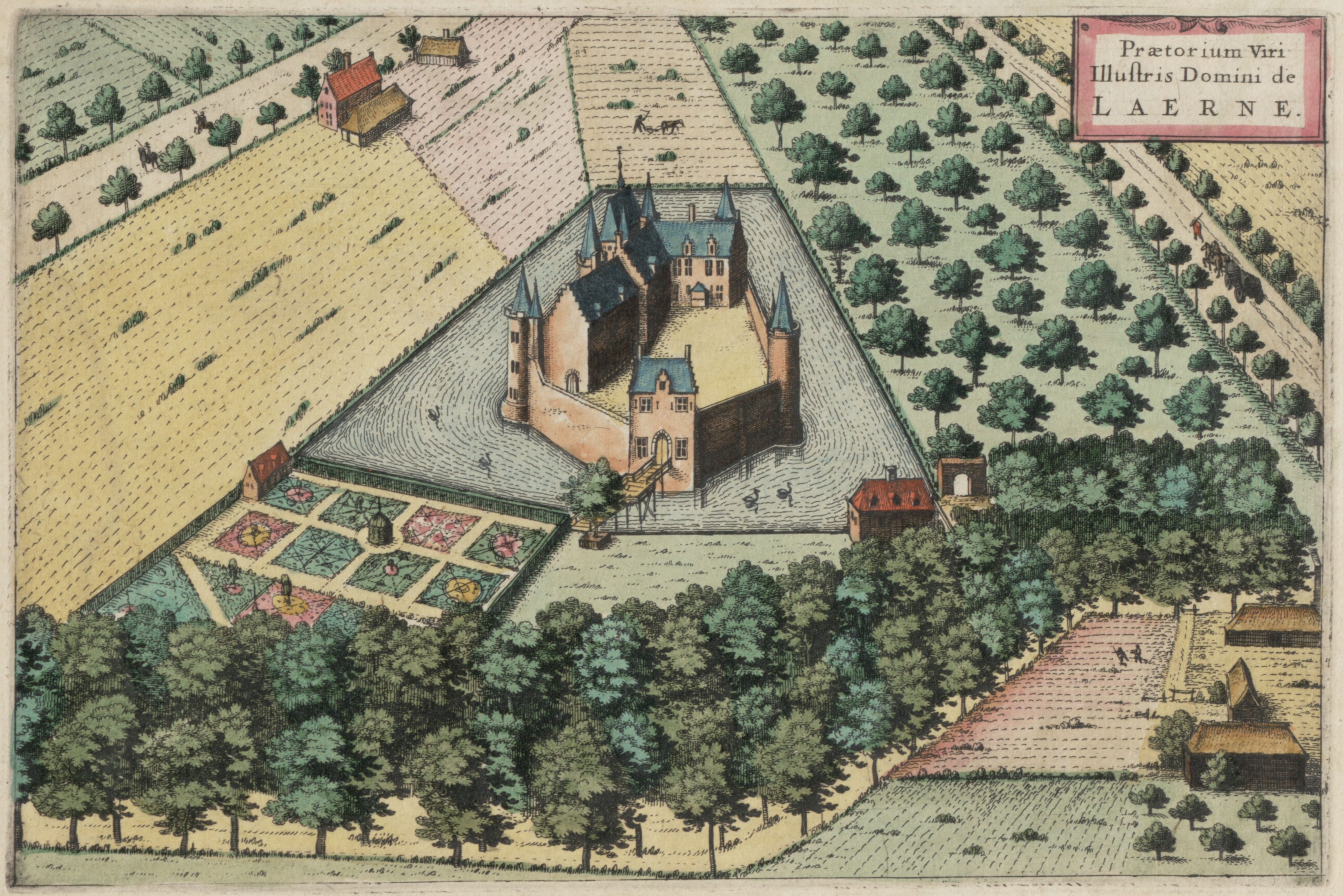
Kasteel van Laarne in 1641 (afbeelding uit Flandria Illustrata)

De uit de streek van Zwolle afkomstige familie van Vilsteren kocht het domein aan in 1656. Geraard van Vilsteren was tevens heer van Aartselaar en van Ter Straten te Belsele en Waasmunster. In 1673 werd Laarne tot baronie verheven. In die jaren kreeg het domein zijn huidig uitzicht: de hoofdingang werd verlegd naar het dorp; de 150 meter lange dreef naar de kerk werd aangelegd; op de erekoer werden vier paviljoenen opgetrokken. Twee jaar later ontsnapte het kasteel ternauwernood aan vernieling: de troepen van Lodewijk XIV staken zowel de huizen als de kerk in brand, maar spaarden het slot omdat de vorst er zou overnachten tijdens zijn inspectiereis.
Na het overlijden van Geraard van Vilsteren, baron van Laarne, in 1683 trad zijn tweede echtgenote, Livina-Maria de Beer, dochter van de baron van Meulebeke, in het huwelijk met Jan van Brouchoven, graaf van Bergeyck. Dit illustere personage was een briljant dienaar van de Spaanse Kroon en thesaurier-generaal der Zuidelijke Nederlanden. De weelderige vormen van zijn moeder, Hélène Fourment - na de dood van Rubens hertrouwd met de graaf van Bergeyck - sierden in die dagen het paleis van Versailles.

### Achttiende en negentiende eeuw
Het Slot vererfde nadien achtereenvolgens op Jacques Joseph van Vilsteren en dan diens zonen François, Nicolaes, Théodore en François Xavier, die allen kinderloos stierven. Met als gevolg dat het domein in handen kwam van Maria-Theresia van Vilsteren, hun zus die gehuwd was met Libert-François Christijn (1703-1785), telg uit een familie van ambtsadel die door een weloverwogen huwelijkspolitiek een indrukwekkend aantal heerlijkheden en baronieën had verworven, waaronder Ribaucourt in Frankrijk. In 1796 ontsnapte het slot aan de vernieling bij de bezetting door de Sansculotten. Wel werd de klok uit de hoofdtoren neergehaald en werden beschadigingen aangericht in de kapel. De meeste wapenschilden werden toen weggehakt.

### Twintigste eeuw
Een van zijn nakomelingen, Robert-Jean Christyn, graaf de Ribaucourt (1875-1959), die de bedoeling had het goed permanent te bewonen liet het restaureren door de Leuvense architect Pierre Langerock. Maar de Eerste Wereldoorlog en het schielijk overlijden van zijn zoon Maurice (1903-1914) maakten een einde aan die plannen en het kasteel verwerd stilaan tot een ruïne. Van 1923 tot 1927 woonde de volksschrijver en reporter Jef Crick er samen met zijn vrouw in een vleugel. Ook de kunstenaars E. De Buck en H. Broeckaert namen er tijdlang hun intrek.
Om het te redden van de totale ondergang werd het kasteel in erfpacht gegeven aan Charles, baron Gillès de Pelichy, die architect De Tracy aantrok voor een grondige restauratie. Volgens Dr. Patrick Devos “bleek die taak zo groot dat de aangevatte werken stilvielen, zodat het kasteel aan een onherroepelijke overrestauratie ontsnapte.” Sinds 1943 is Kasteel Laarne beschermd als monument. Het kasteel is ingericht als museum.

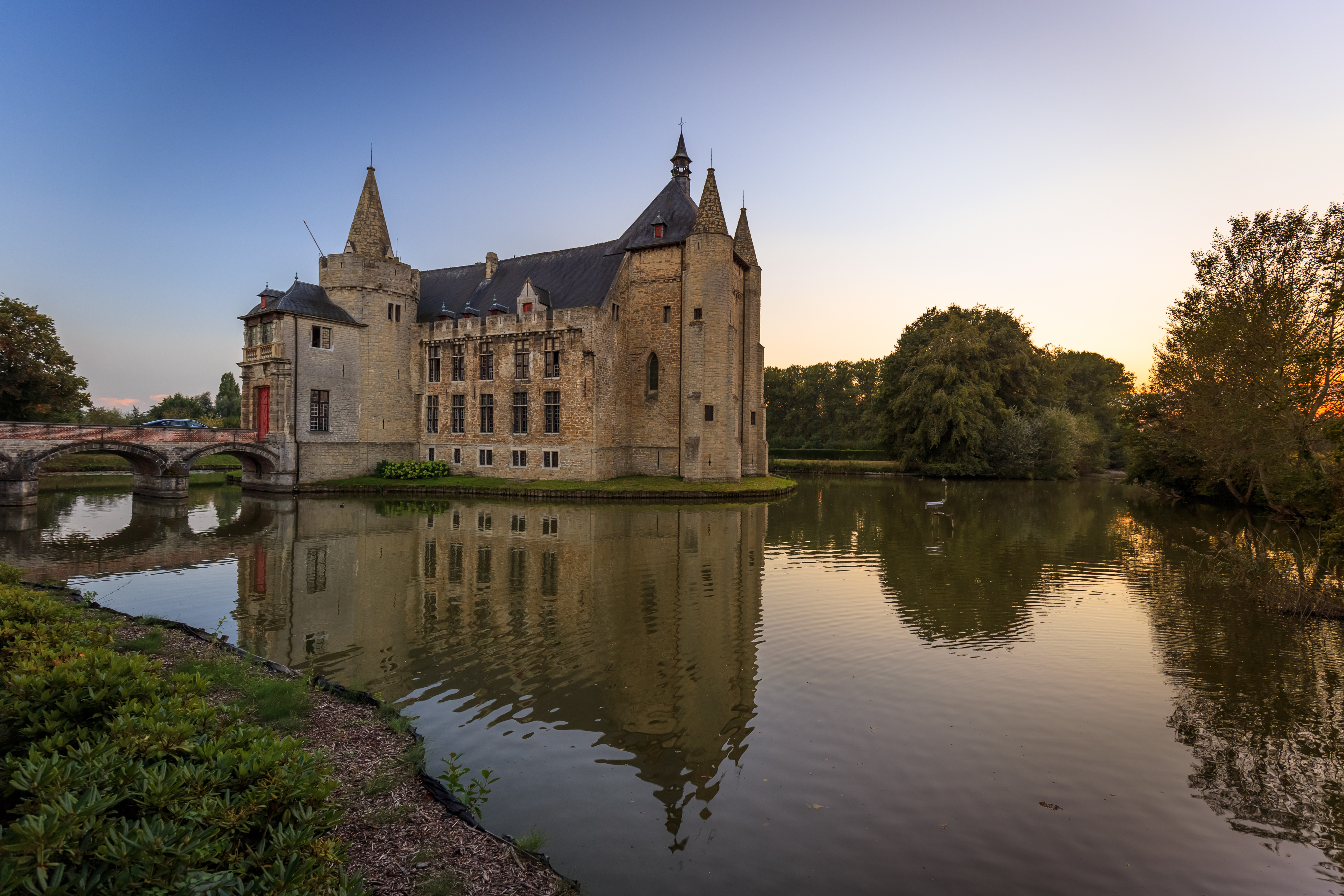
Zicht op de noordgevel

Vanaf 1943 drong zich een blijvende oplossing op. De vzw Koninklijke Vereniging der Historische Woonsteden van België werd bereid gevonden die aanzienlijke taak op zich te nemen. De laatste privé-eigenaar, Robert-Jean Christyn, graaf de Ribaucourt, schonk de bijna compleet tot ruïne vervallen burcht aan de vereniging in 1953, waarop onmiddellijk enkele dringende werken aangevat werden. Vanaf 1962 ving de nieuwe voorzitter van de vereniging, ridder Joseph de Ghellinck d’Elseghem, onder leiding van architect Paul Eeckhout, grootschalige werken aan en in 1967 kon het slot worden opengesteld voor het publiek. Daartoe had De Ghellinck het gelijkvloers van slot laten herinrichten met veelal 17e-eeuwse meubelen, wandtapijten en schilderijen. Tijdens diens mandaat schonken de heer en mevrouw Claude Dallemagne hun Europees vermaarde collectie zilver aan het Slot. De 446 zilveren siervoorwerpen worden sindsdien tentoongesteld in een speciaal daartoe ingerichte zaal op het eerste verdiep. Het echtpaar betrok er een appartement tot aan het overlijden van Claude in 1986.
Het was de voorzitter van de vzw Historische Woonsteden, prins Alexandre de Merode, die in 1987 jonkheer Paul de Pessemier 's Gravendries en zijn echtgenote aanwees als inwonende beheerders van het Slot. Het oude poortgebouw, de vestibule, de kapel, de loggia, de bedaking, het binnenplein, de omwallingen, de hovingen, de noordelijke vleugel, de paviljoenen en zo meer, werden grondig aangepakt. In 1996 werd aan het Slot de prestigieuze Europa Nostra Prijs toegekend.

### Eenenwintigste eeuw
In mei 2012 werd de Wapenzaal Robert de Ribaucourt ingericht en opengesteld voor het publiek. De Pessemier 's Gravendries besteedde meerdere jaren aan het opsporen en terugvorderen van alle archiefstukken en landboeken van het Slot van Laarne die overal verspreid zaten. Al deze artefacten, waarvan de oudste uit de 14e eeuw stammen, zijn intussen summier gerestaureerd, geklasseerd en door Lic. Eric Balthau geïnventariseerd. De Pessemier publiceerde op basis van zijn archiefonderzoek, meerdere artikels over de sociale, bouwkunstige en kunsthistorische geschiedenis van het Slot. In 2016 werd hem de titel toegekend van Bestuurder-Conservator van het Slot van Laarne en in 2021, de titel van Ere-Conservator toen hij door dr. Veronique Lambert als directeur-conservator werd opgevolgd.
Vanaf 1 januari 2023 valt het beheer en de uitbating van het kasteeldomein onder de vzw Herita, die het voor 40 jaar in erfpacht nam. Hun eerste grote project was de fototentoonstelling Les (Dés)Habilleuses van de Gentse fotografe Eva Rossie.
Sinds 2024 zijn de 14de-eeuwse muurschilderingen in de donjon/kapel zichtbaar met behulp van een lichtprojectie. 

## Literatuur

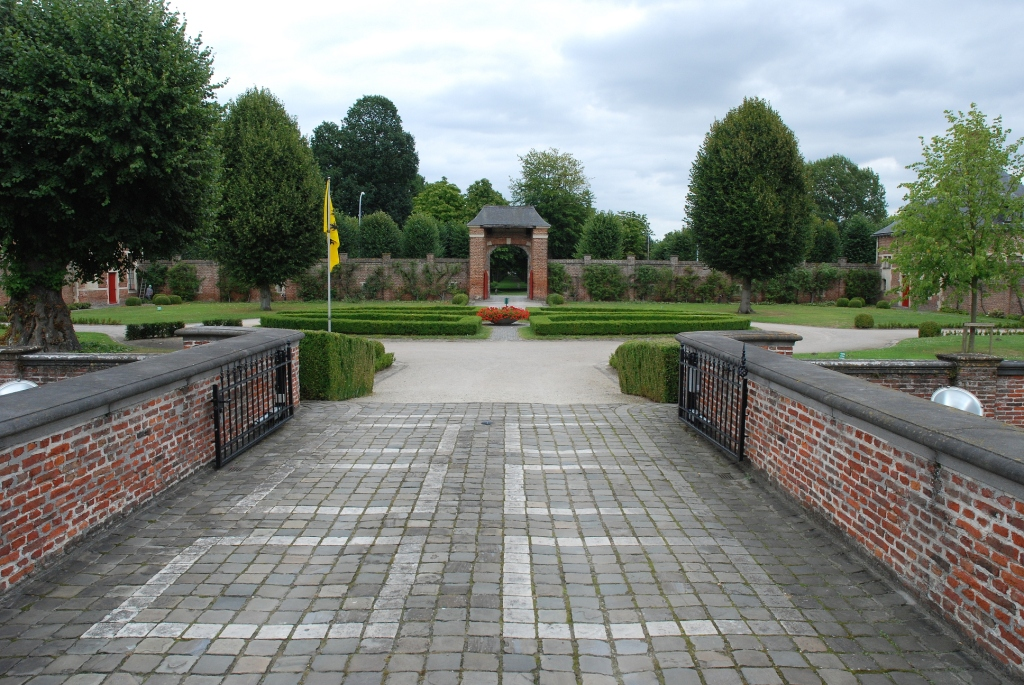
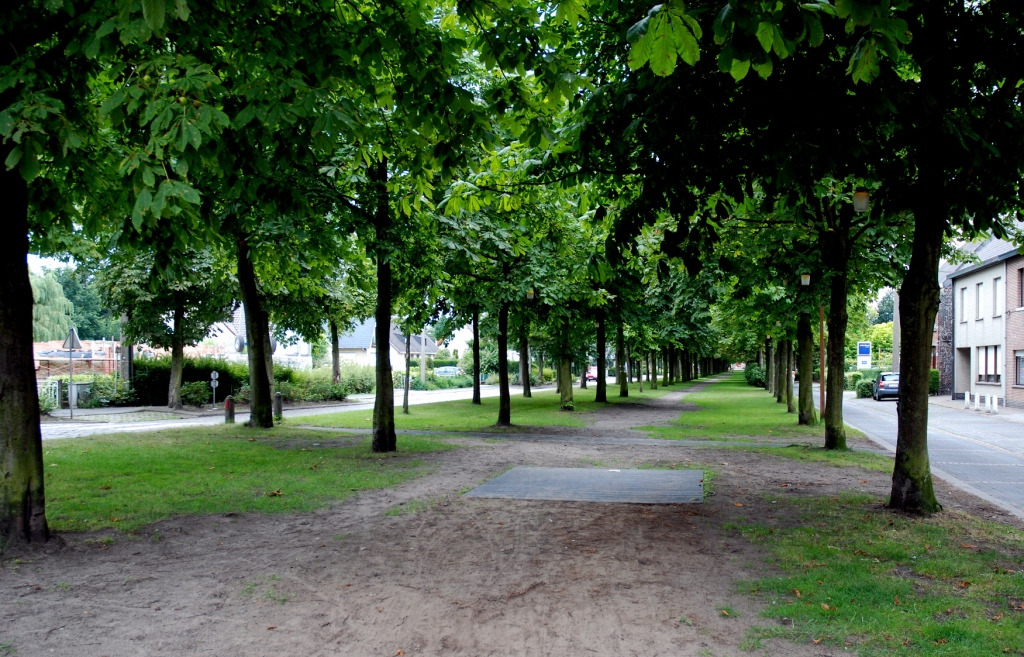
De kasteeldreef